# 大天狗一樹
川上"大天狗"一樹（おおてんぐ かずき、2000年10月2日 - ）は、日本の格闘技選手。東京都八王子市出身。
本名：川上 一樹（かわかみ かずき）。

## 人物
小学校在籍時に地域の学童野球チームにて野球を始める
中学硬式野球チーム　八王子桑都ボーイズで全国大会に出場。
帝京八王子高校では、第100回全国高校野球選手権西東京大会にて4番打者として登録されている
高校卒業後に格闘家となる
地域団体　オール八王子桑都クラブにて代表を勤めている

## 来歴
2020年プロボクシングC級ライセンスを取得。
2021年八王子の格闘技団体 益荒男でデビュー
2022年格闘技団体kross overにてプロデビュー戦を行い勝利する

## 戦歴
- プロキックボクシング 1戦1勝
- アマチュアキックボクシング

第12回 K1アマチュア-60kg 全日本大会優勝
第50回 k1アマチュア-60kg トーナメント準優勝
アマチュア　ノックアウト-62.5kg トーナメント準優勝